# Otto Pérez Molina
Otto Pérez Molina (ur. 1 grudnia 1950 w Gwatemali) – gwatemalski generał i polityk, w latach 2001–2015 lider Partii Patriotycznej (Partido Patriota, PP). Kandydat w wyborach prezydenckich w 2007 oraz w 2011 roku. Prezydent Gwatemali od 14 stycznia 2012 do 3 września 2015.

## Życiorys
Otto Pérez Molina ukończył szkołę wojskową Escuela Politécnica de Guatemala oraz stosunki międzynarodowe na Universidad Francisco Marroquín w Gwatemali. Studiował także obronę kontynentalną w Inter-American Defense College w Waszyngtonie. Został absolwentem Central American Economic Studies Institute (INCAE) w Kostaryce.
W czasie swej służby w wojsku pełnił różne funkcje. W 1983 poparł wraz z grupą wojskowych ministra obrony Óscara Mejíę Victoresa, który na drodze zamachu stanu odsunął od władzy generała Efraína Ríosa Montta. W latach 1991–1993 zajmował stanowiska szefa Departamentu Wywiadu Wojskowego. Odegrał znaczącą rolę w przywracaniu porządku po nieudanym zamachu stanu, dokonanym przez prezydenta Jorge Serrano Elíasa w 1993. W następstwie wydarzeń nowy prezydent Ramiro de León Carpio mianował go szefem kancelarii prezydenckiej, którym pozostał do 1995.
W 1996 został mianowany Generalnym Inspektorem Armii. Reprezentował rząd w negocjacjach prowadzących do podpisania w 1996 porozumienia pokojowego, kończącego trwającą ponad 30 lat wojnę domową w Gwatemali. W latach 1998–2000 reprezentował kraj w Inter-American Defense Board. W 2000 opuścił szeregi armii i przeszedł na wojskową emeryturę.
24 lutego 2001 założył Partię Patriotyczną. W wyborach powszechnych 9 listopada 2003 partia, razem z dwoma innymi ugrupowaniami, utworzyła koalicję Wielki Sojusz Narodowy (Gran Alianza Nacional, GANA). W wyniku wyborów Molina uzyskał mandat deputowanego do Kongresu. W gabinecie prezydenta Óscara José Rafaela Bergera Perdomo pełnił funkcję komisarza ds. obrony i bezpieczeństwa, lecz zrezygnował ze stanowiska z powodu różnicy poglądów z szefem państwa.
W 2007 kandydował z ramienia Partii Patriotycznej na urząd prezydenta. W czasie kampanii wyborczej zapowiadał zdecydowaną walkę z rosnącą przestępczością. Opowiadał się za karą śmierci oraz wykorzystaniem wojska do walki z przestępcami. W pierwszej turze wyborów prezydenckich 9 września 2007 zajął drugie miejsce z wynikiem 23,5% głosów, za Álvaro Colomem, który uzyskał 28,2% głosów. W drugiej turze 4 listopada 2007 ponownie przegrał z Colomem, zdobywając 47,2% głosów poparcia.
W 2011 ponownie ogłosił swój udział w wyborach prezydenckich. Po odrzuceniu kandydatury Sandry Torres przez Sąd Konstytucyjny, pozostawał według sondaży wyborczych głównym faworytem do zwycięstwa. W pierwszej turze wyborów 11 września 2011 zdobył 36,10% głosów, wygrywając z drugim Manuelem Baldizónem z partii Odnowa Demokratycznej Wolności (LIDER) (22,68% głosów). W drugiej turze wyborów 6 listopada 2011 pokonał swojego kontrkandydata, zdobywając 53,74%. W czasie kampanii wyborczej zobowiązał się do walki z przestępczością zorganizowaną oraz ubóstwem. Zapowiedział zaangażowanie wojska do walki z gangami narkotykowymi, zatrudnienie dodatkowych 10 tys. funkcjonariuszy policji, a także budowę nowego centralnego zakładu karnego.
Urząd prezydenta objął 14 stycznia 2012, jako pierwszy wojskowy w stanie spoczynku od przywrócenia demokracji w kraju 1986 i zakończenia 36-letniej wojny domowej w 1996. Dzień po objęciu prezydentury wydał wojsku rozkaz współuczestniczenia w zwalczaniu przestępczości zorganizowanej na terenie całego kraju.
W sierpniu 2013 ogłosił Jezusa Chrystusa panem swojego państwa.
2 września 2015 na podstawie zarzutów korupcyjnych został pozbawiony immunitetu przez parlament i następnego dnia złożył rezygnację z urzędu prezydenta.